# Brenschede (Sundern)
Brenschede ist ein Ort in der Stadt Sundern (Sauerland) im nordrhein-westfälischen Hochsauerlandkreis. Er besteht aus 16 Häusern und hatte 2021 65 Einwohner.

## Lage
Brenschede liegt im Röhrtal, etwa 3 km südöstlich von Endorf und 2 km nördlich von Kloster Brunnen. Erschlossen wird der Ort durch eine parallel zur Röhr verlaufende Kreisstraße.

## Geschichte
Brenschede wurde 1314 erstmals schriftlich unter dem Namen Bredeschede erwähnt. Der Weiler war ursprünglich Teil der Endorfer Bauerschaft. Die Höfe lassen sich auf den Schultenhof und das Ufergut zurückführen. Das Ufergut war ein Lehnsgut des Mescheder Propstes und wurde früh geteilt. 1813 baute Franz Anton Thüsing das heute noch bestehende Klostergut, als Ersatz für den bisher von der Familie genutzten Schultenhof.
Bei der Volkszählung 1858 sind 69 Einwohner in neun Häusern nachgewiesen.
1950 wurde die Schützenbruderschaft St. Antonius Kloster Brunnen gegründet.
Brenschede gehörte zum Kirchspiel Endorf und später zur politischen Gemeinde Endorf, bis es 1975 mit Endorf in die Stadt Sundern eingemeindet wurde.
Durch den Orkan Kyrill gab am 18./19. Januar 2007 massive Sturmschäden, als zahlreichen Fichten um den Ort umgeworfen wurden.

## Breitbandausbau und Handyempfang
Brenschede ist bekannt als „Dorf ohne Handyempfang und Internet“, da bis Dezember 2018 lediglich eine ISDN-Verbindung existierte und seit Ende der 1990er Jahre, nachdem die Telekom einen neuen Funkmast in Betrieb nahm und den zuvor genutzten Fernmeldeturm der Bundeswehr abschaltete, kein Handynetz. Auch Die Welt, die Heute-show, die taz, der WDR, die Westfalenpost, die Deutsche Welle und das Arte-Wissensmagazin Xenius berichteten 2014, 2018 und 2020 auf teils satirische Weise über den Ort. Der Weiler war bis zum 4. August 2025 eines der bekanntesten Funklöcher Deutschlands. Zur Inbetriebnahme des 54 Meter hohen Mobilfunkmastes reisten extra die Wirtschaftsministerin Mona Neubaur und ein Mitglied der Vodafone-Geschäftsleitung nach Brenschede.

## Persönlichkeiten
- Franz Anton Thüsing (1782–1832), Gutsbesitzer aus Brenschede und erster Landrat des Kreises Arnsberg
- Julian Schwermann (* 1999), Fußballspieler, wuchs im Ort auf